# L’Ampolla
L'Ampolla – gmina w Hiszpanii, w prowincji Tarragona, w Katalonii, o powierzchni 35,67 km². W 2011 roku gmina liczyła 3606 mieszkańców.